# Cerkovița, Plevna
Cerkovița (în bulgară Черковица) este un sat în comuna Nikopol, regiunea Plevna,  Bulgaria. Satul a fost locuit de români.

## Demografie
Componența etnică a satului Cerkovița
     Bulgari (95,49%)
     Nicio identificare (1,93%)
     Turci (1,71%)
     Romi (0%)
     Altele (0,85%)
La recensământul din 2011, populația satului Cerkovița era de 466 locuitori. Din punct de vedere etnic, majoritatea locuitorilor (95,49%) erau bulgari, cu o minoritate de turci (1,71%). Pentru 1,93% din locuitori nu este cunoscută apartenența etnică.